# HD 151613
HD 151613，又名BD+57 1702，SAO 30076、HR 6237，是一颗恒星，视星等为4.85，位于銀經85.67，銀緯39.53，其B1900.0坐标为赤經16h 43m 23.9s，赤緯+56° 39.53′ 38″。